# Prunus
A Prunus a rózsafélék (Rosaceae) családjába tartozó, vitatott rendszertani besorolású, főleg fákat és cserjéket magába foglaló növénytaxon - jelen esetben nemzetség neve. A csonthéjas magvú gyümölcsöket termő olyan közismert növények tartoznak ide, mint a szilva, cseresznye, őszibarack, kajszibarack és a mandula. A The Plant List szerint kb. 200 faj tartozik jelenleg ebbe a nemzetségbe.

## Származása, elterjedése
Főleg az északi féltekén honos a mérsékelt övben, néhány faj Dél-Amerikában az Andokban fordul elő.

## Megjelenése, felépítése
Virágaik színe általában a fehértől a rózsaszínig váltakozik, 5 szirom- és 5 csészelevelük van. Virágzata egyszerű vagy ernyős, 2-6 vagy több fürttel. Magvait vastag, csontkemény burok veszi körül; ez az elfásodott belső termésfalú, csonthéjas termés egy termőlevélből alakul ki. Levelei egyszerűek vagy lándzsásak, a szélük gyakran fogazott.

## Osztályozása
A fajgazdag nemzetséget rendszeresen alacsonyabb szintű taxonokra bontják, de nagyon változó, hogy az egyes rendszerezők ezek közül mit tekintenek alnemzetségnek és mit fajsornak.
Az ITIS (Integrated Taxonomic Information System) a Prunus genust az alábbi alnemzetségekre osztja:
- Amygdalus alnemzetség: mandulák és őszibarackok. Az axilláris rügyek hármasával állnak (középen a vegetatív rügy, kétoldalt egy-egy virágrügy). A virágok kora tavasszal jelennek meg, ülők vagy rövid kocsányúak, nem leveles hajtásokon nyílnak. A termés egyik oldalán barázda; a csonthéj mélyen gödrös. Típusfaj Prunus dulcis (mandula).
- Prunus alnemzetség: szilvák és kajszik. Az axilláris rügyek magánosan állnak. A virágok kocsányosak, kora tavasszal levéltelen hajtásokon nyílnak. A termés egyik oldalán barázda; a csonthéj érdes. Típusfaj Prunus domestica (nemes szilva).
- Cerasus alnemzetség: cseresznyék. Az axilláris rügyek magánosak. A virágok kora tavasziak, kocsányuk hosszú, sátorban állnak levéltelen hajtásokon. A termés nem barázdált; a csonthéj sima. Típusfaj Prunus cerasus (Meggy).
- Lithocerasus alnemzetség: törpe cseresznyék. Az axilláris rügyek hármasával állnak. A virágok kora tavasziak, kocsányuk hosszú, sátorban állnak levéltelen hajtásokon. A termés nem barázdált; a csonthéj sima. Típusfaj Prunus pumila (Törpe cseresznye).
- Padus alnemzetség: zelnicék. Az axilláris rügyek magánosak. A virágok késő tavasszal fürtökben, leveles hajtásokon nyílnak, kocsányuk rövid. A termés nem barázdált; a csonthéj sima. Típusfaj Prunus padus (Zelnicemeggy).
- Laurocerasus alnemzetség: babérmeggyek. Az axilláris rügyek magánosak. A virágok kora tavasszal fürtökben, nem leveles hajtásokon nyílnak, kocsányuk rövid. A termés nem barázdált; a csonthéj sima. Legtöbbjük örökzöld (az összes többi alnemzetség lombhullató). Típusfaj Prunus laurocerasus (Közönséges babérmeggy).

Bizonyos osztályozási rendszerek a fenti alnemzetségek legtöbbjét nemzetségekként kezelik, ekkor a szűkebb értelemben vett Prunus nemzetség a szilvákat jelenti. A cseresznye tudományos elnevezése (binominális neve) ekkor Prunus avium helyett Cerasus avium, a manduláé P. dulcis helyett Amygdalus communis, vagy a kajszibaracké P. armeniaca helyett Armeniaca vulgaris. A magyar nyelvű szakirodalomban az utóbbi osztályozással találkozhatunk többször, bár szinte mindegyik jelzi a szinonim neveket.

## Felhasználása
A Prunus nemzetséghez tartozik a mandula, a kajszibarack, a cseresznye és meggy, az őszibarack és a nemes szilva, amelyek mindegyikének van a kereskedelmi gyümölcstermesztésre kifejlesztett fajtája. A mandula ehető része tulajdonképpen nem maga a termés, csak a mag; a termése ugyanis felnyíló csonthéjas termés, ami nem keverendő össze a makkokkal. Van számos faj, hibrid, és fajta, amelyeket szigorúan dísznövényként termesztenek, általában pazar virágaikért, illetve némelyiket a leveléért vagy kérgéért. Ezek közé a dísznövények közé tartozik az a csoport, amelynek tagjait díszcseresznyéknek nevezzük.
Mivel mind élelmiszerként, mind dísznövényként jelentős értéket képviselnek, sok Prunus fajt telepítettek be a világ olyan tájaira, ahol nem voltak őshonosak. Az Óvilág sok faját világszerte termesztik díszként vagy a gyümölcséért; és sok közülük ezeken a területeken is már-már őshonosnak számít.
A Prunus fajok tápláléknövényül szolgálnak egyes Lepidoptera fajok például a sárgafoltos púposszövő és a Campaea margaritata araszolófaj számára.

## Ismertebb fajok elterjedés szerint

### Ázsia és Európa

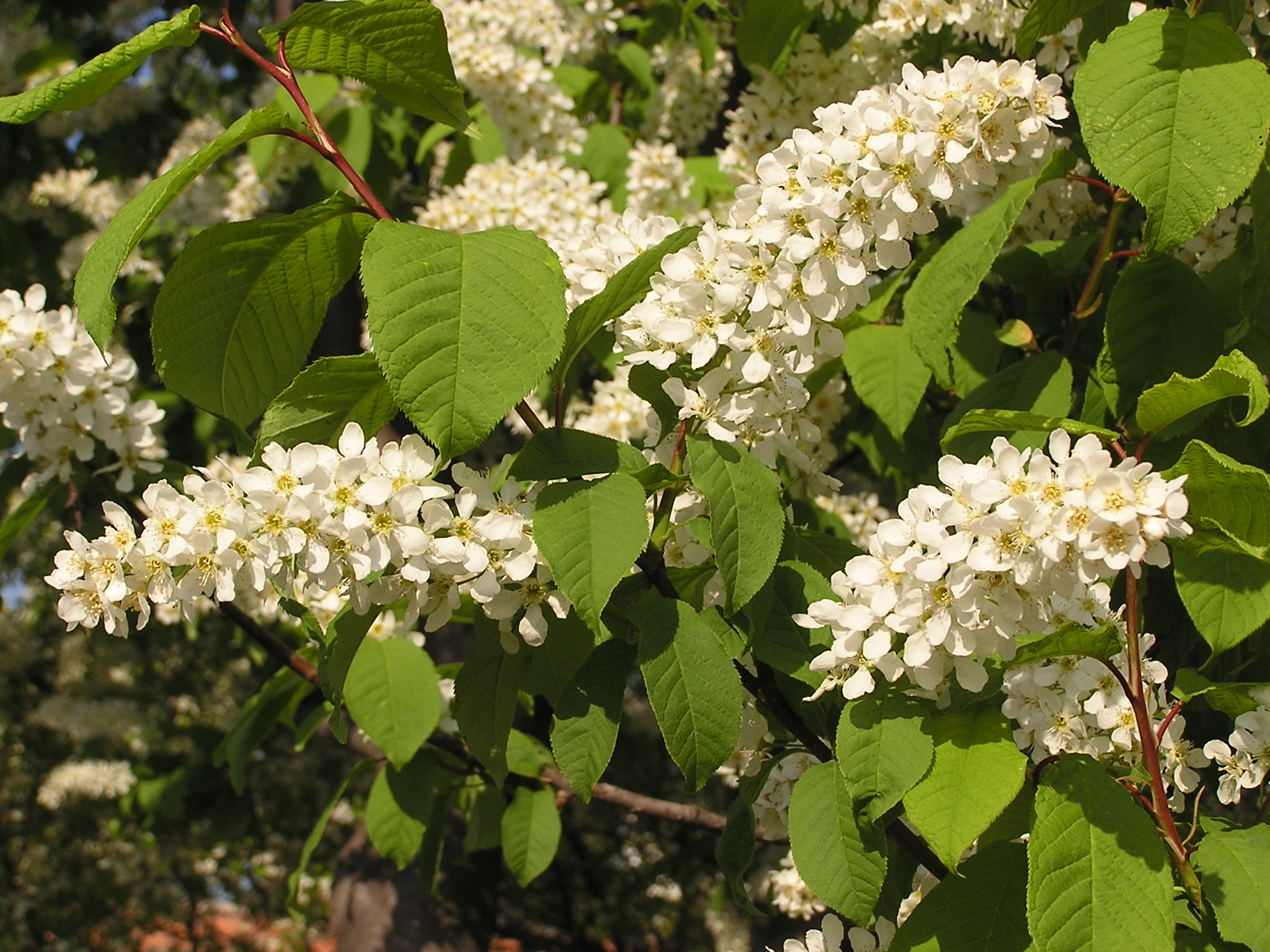
A zelnicemeggy (Prunus padus) virágai

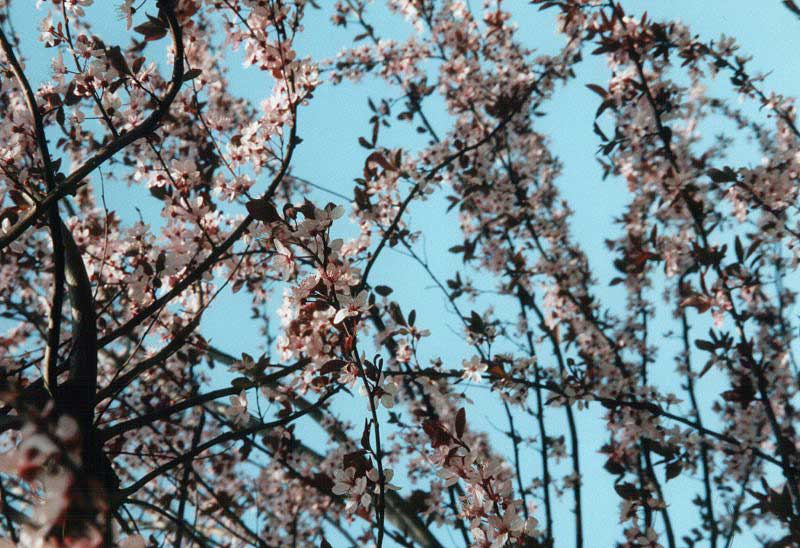
Japán cseresznye (Prunus serrulata) virágzáskor

- Afgán cseresznye (Prunus jacquemontii) – Északnyugat-Himalája Afganisztánban és Pakisztánban
- Balkáni babérmeggy (Prunus laurocerasus) – a Balkánról és Nyugat-Ázsiából
- Briançon-i kajszi (Prunus brigantina) – Délkelet-Franciaország
- Cambridge-i cseresznye (Prunus cantabridgensis) – Ismeretlen eredetű, talán kelet-ázsiai, lehet, hogy hibrid.
- Csepleszmeggy (Prunus fruticosa) – Északkelet-Európa, Észak-Ázsia
- Fekete kajszi (Prunus dasycarpa) – Valószínűleg a P. armeniaca x P. cerasifera hibridje
- Fudzsi cseresznye (Prunus incisa) – Japán
- Harangvirágú cseresznye (Prunus campanulata) – Dél-Kína, Tajvan
- Hegyi cseresznye (Prunus prostrata) – Mediterrán régió
- Hegyi őszibarack (Prunus davidiana) – Kína
- Higancseresznye (Prunus subhirtella) – Eredete bizonytalan, de valószínűleg Kelet-Ázsia
- Himalájai madárcseresznye (Prunus cornuta) – Himalája
- Japán díszcseresznye (szakura) (Prunus serrulata) – Kelet-Ázsia
- Japán hegyicseresznye (Prunus nipponica) – Japán
- Japán kajszi (Prunus mume) – Kína és Japán
- Japán madárcseresznye (Prunus grayana) – Japán
- Japánszilva (Prunus salicina) – Japán, Kína
- Jedói cseresznye (Prunus yedoensis) – Japánban valószínűleg termesztett hibrid volt.
- Kínai szilva (Prunus simonii) – Észak-Kína
- Kökény (Prunus spinosa) – Európa, Észak-Afrika, Nyugat-Ázsia
- Mandula (Prunus dulcis) – Délkelet-Európa, Délnyugat-Ázsia
- Mandzsu zelnice (Prunus maackii) – Északkelet-Ázsia
- Meggy (Prunus cerasus) – Európa és Délnyugat-Ázsia
- Nápolyi szilva (Prunus cocomilia) – Délkelet-Európa (Olaszország, Balkán)
- Prunus incana – Kis-Ázsia, Kaukázus
- Osimai cseresznye (Prunus speciosa) – Japánban az Osima & Izu szigeteken
- Őszibarack (Prunus persica) –  eredete bizonytalan, valószínűleg Nyugat-Ázsia.
- Pelyhes meggy (Prunus tomentosa) – Délnyugat-Kína, Himalája
- Portugál babérmeggy (Prunus lusitanica) – Ibériai-félsziget
- Sajmeggy (Prunus mahaleb) – Európa
- Sárgabarack Kajszibarack (Prunus armeniaca) – Közép-Ázsiától Kínáig
- Szahalini cseresznye (Prunus sargentii) – Észak-Japán
- Szibériai kajszi (Prunus sibirica) – Északkelet-Ázsia
- Szilva (Prunus domestica) – hibridnek tartják, valószínűleg Nyugat-Ázsiából és a Kaukázusból származik.
- Szürkelevelű cseresznye Prunus canescens – Kína
- Tibeti cseresznye Prunus serrula – Nyugat-Kínától Közép-Ázsiáig
- Törpe mandula (Prunus tenella) – Fekete-tengeri területek
- Vadcseresznye (Prunus avium) – nevezik madárcseresznyének is, és ez az őse a legtöbb ehető cseresznyének Európától Nyugat-Ázsiáig.
- Vérszilva (Prunus cerasifera) – Délkelet-Európa és Délnyugat-Ázsia
- Zelnicemeggy (Prunus padus) – Májusfa néven is ismert, Észak-Eurázsia

### Észak-Amerika
- Allegheny szilva (Prunus allegheniensis) – Appalache-hegység övezete
- Amerikai szilva (Prunus americana) – az Egyesült Államok nagy részén a Nagy Préritől keletre, és Kanada legdélebbi részein
- Csikaszó szilva (Prunus angustifolia) – az Egyesült Államok délkeleti része
- Kanadai szilva (Prunus nigra) – Kanada legdélkeletibb része, Manitobától nyugatra, valamint az USA legészakkeletibb része
- Karolinai babérmeggy (Prunus caroliniana) – az USA délkeleti része
- Kései meggy (Prunus serotina) – Kanada legdélkeletibb része, és az Egyesült Államok nagy része a Nagy Préritől keletre. Arizonában és Guatemalában szintén megtalálható.
- Keserű cseresznye (Prunus emarginata) – Brit-Kolumbiától Oregonig
- Magyal szilva (Prunus ilicifolia) – Kalifornia
- Prunus hortulana – Főként Missouri, Illinois és a környező területek
- Prunus mexicana – a Nagy Préri délkeleti része
- Prunus pensylvanica – Kanada déli fele és az USA legészakibb része
- Prunus pumila – Délkelet- és Délközép-Kanada és az USA északi része, Wyomingtól nyugatra
- Oregoni szilva (Prunus subcordata) – Oregon, Kalifornia
- Parti szilva (Prunus maritima) – Északkelet-atlanti partok
- Sziklás-hegységi cseresznye (Prunus besseyi) – Nagy Préri & a Sziklás-hegység keleti része
- Vadliba szilva (Prunus munsoniana) – Főként Missouri, Kelet-Kansas és a környező területek
- Virginiai zelnice (Prunus virginiana) – Dél-Kanada és az USA keleti része kivéve a legdélebbi területeket